# 신의식 (기독교)

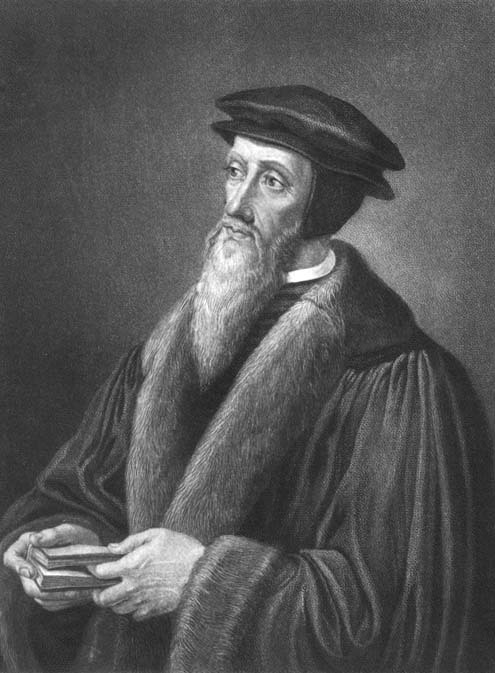
존 칼빈

신의식(神意識, 라틴어: Sensus divinitatis)은 신에 대한 의식(sensus deitatis) 또는 종교의 씨앗(semen religionis)을 뜻하는 기독교 용어이다. 프랑스의 개신교 개혁신학자인 장 칼뱅이 처음 사용했다. 예를 들면 냄새나 한숨과 같은 환경적 지식을 대신하여 신의식이란 인간에게 신을 아는 지식이 주어졌다고 주장하는 것이다.

## 같이 보기
- 장 칼뱅
- 기독교 강요